# Jessica Bielová
Jessica Bielová (nepřechýleně Biel; * 3. března 1982, Ely, Minnesota) je americká herečka a modelka, která hrála v hollywoodských filmech Letní vzplanutí, Texaský masakr motorovou pilou, Iluzionista, komediích Když si Chuck bral Larryho nebo Na sv. Valentýna. Známou se také stala díky postavě Mary Camdenové v rodinném televizním seriálu Sedmé nebe. 

## Život
Narodila se v minnesotském Ely do rodiny ženy v domácnosti a duchovní léčitelky Kimberly Bielové (rozené Conroeové) a podnikatele Jonathana Biela. Má o tři roky mladšího bratra Justina. Během dětství se rodina často stěhovala, žila postupně v Texasu, Connecticutu a illinoiském Woodstocku, než se definitivně usídlila v coloradském Boulderu.

## Kariéra
Jessica získala několik rolí v místních muzikálových produkcí, například v Annie, The Sound of Music a Kráska a zvíře. V 11 se zúčastnila soutěže, kterou sponzorovala Mezinárodní modelingová a talentová asociace, kde získala agenta a profesionálního manažera. Začala s modelingem pro tištěné reklamy a objevila se v reklamách pro produkty jako Dulux Paint a Pringles.
Jejím filmovým debutem je role Regrettal v hudebním filmu It's a Digital World. Ve 14 letech byla obsazena do hlavní role Mary Cambden rodinného seriálu Sedmé nebe.
V roce 1997 získala roli vnučky postavy Petera Fondy ve filmu Uleeovo zlato. Za roli získala cenu Young Artist Award. Na jaře roku 1998 si zahrála ve filmu Na Vánoce budu doma. V roce 2011 si zahrála ve filmu Letní vzplanutí a o rok později ve filmu Pravidla vášně. Byla obsazena do role v remaku Texaský masakr motorovou pilou. Film se setkal se negativní kritikou, ale za první týden vysílání vydělal přes 80 milionů dolarů. V roce 2003 začala pracovat na filmu Blade: Trinity. V roce 2004 natočila akční thrillerový film Stealth a film Cellular. Byla obsazena do role Ellen Kismore v romantické komedii Elizabethtown. Poté získala hlavní roli ve filmu London. V roce 2005 ji magazín Esquire jmenovat "Nejvíce sexy ženou".
V roce 2006 získala roli ve filmech Iluzionista a Země zatracených. Ve filmu Next si zahrála po boku Nicolase Cage a Julianne Moore. Po boku Adama Sandlera a Kevina Jamese si zahrála v letní komedii Když si Chuck bral Larryho. V roce 2007 získala roli striptérky ve filmu Powder Blue.
Na začátku roku 2008 natočila film Lekce neslušného chování. Film měl premiéru v září roku 2008 na Filmovém festivalu v Torontu. V roce 2009 propůjčila svůj hlas animovanému filmu Planeta 51. O rok později získala roli ve filmech Na sv. Valentýna a A-Team. V roce 2011 získala roli ve filmu Šťastný Nový rok. V roce 2011 získala roli v remaku filmu Total Recall, po boku Colina Farrella a Kate Beckinsale. Dále se objevila ve filmech Hitchcock, Chlap na roztrhání a Emanuel and the Truth About Fishes, který měl premiéru na Filmovém festivalu Sundance 18. ledna 2013. V roce 2016 proběhla premiéra filmu Spark: A Space Tail, do kterého propůjčila svůj hlas, stejně jako Susan Sarandon nebo Hilary Swank.

## Osobní život
Během natáčení komedie Na Vánoce budu doma se v roce 1998 seznámila s hercem Adamem LaVorgnou. Jejich vztah skončil v létě 2001. Krátce poté začala chodit s hercem Chrisem Evansem. Rozešli se v roce 2006.
V lednu 2007 navázala vztah s americkým zpěvákem Justinem Timberlakem, kterého potkala na večírku. Dvojice se krátce rozešla, ale dali se brzy znovu dohromady. V prosinci 2011 se během dovolené v Montaně zasnoubili. V říjnu 2012 se v jižní Itálii vzali. V dubnu 2015 se jim narodil syn Silas Randall a v červenci 2020 druhý syn Phineas.

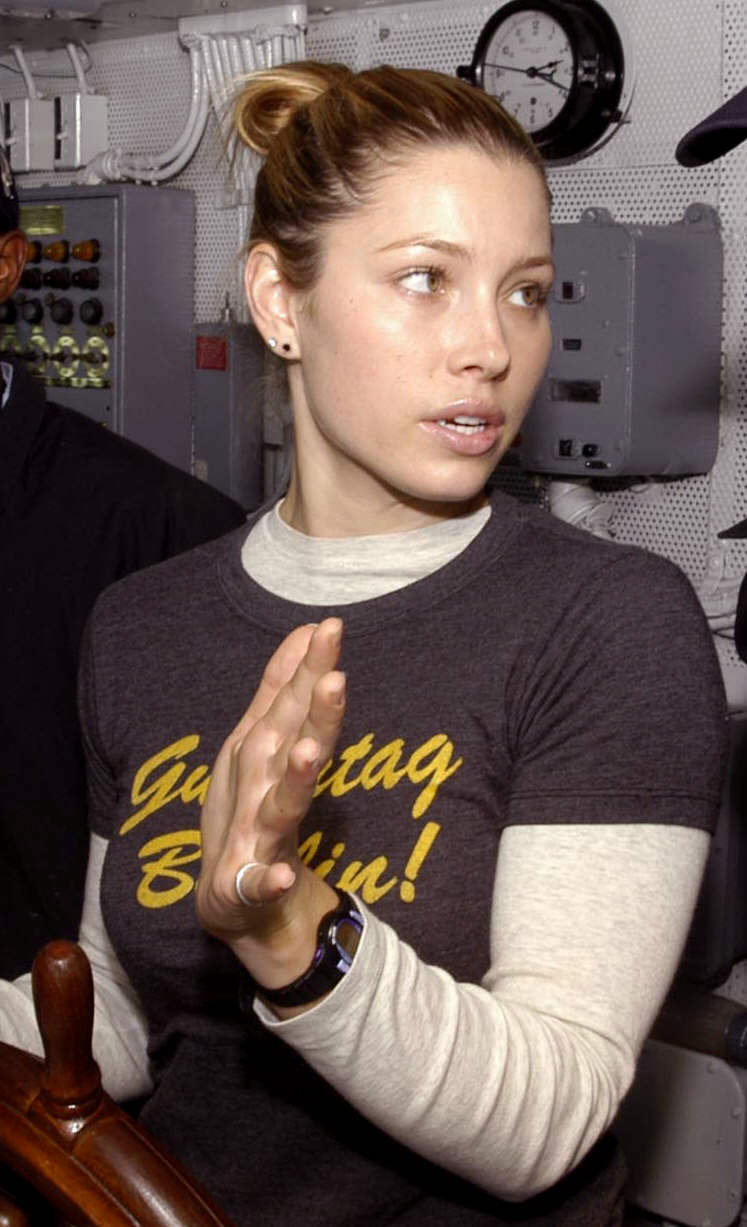
Jessica Bielová na palubě lodi USS Abraham Lincoln dne 18. června 2004

## Ocenění
| Rok  | Název ocenění                               | Kategorie                                                                       | Práce                            | Výsledek  |
| ---- | ------------------------------------------- | ------------------------------------------------------------------------------- | -------------------------------- | --------- |
| 1998 | Young Artist Awards                         | nejlepší ženský herecký výkon ve vedlejší roli: mladá herečka                   | Uleeovo zlato                    | vítězství |
| 2004 | Fangoria Chainsaw Awards                    | nejlepší ženský herecký výkon v hlavní roli                                     | Texaský masakr motorovou pilou   | nominace  |
| 2004 | Filmová cena MTV                            | objev roku: žena                                                                | Texaský masakr motorovou pilou   | nominace  |
| 2005 | ShoWest Convention                          | ocenění hvězda zítřka                                                           | —                                | vítězství |
| 2006 | Filmový festival v Newport Beach            | ocenění za herectví                                                             | Iluzionista                      | vítězství |
| 2007 | Gala Awards                                 | Stoupající hvězda                                                               | —                                | vítězství |
| 2007 | Prism Awards                                | nejlepší herecký výkon v hlavní roli                                            | Země zatracených                 | nominace  |
| 2008 | Filmová cena MTV                            | nejlepší ženský herecký výkon v hlavní roli                                     | Když si Chuck bral Larryho       | nominace  |
| 2008 | Zlatá malina                                | nejhorší ženský herecký výkon ve vedlejší roli                                  | Když si Chuck bral Larryho, Next | nominace  |
| 2009 | Sannio FilmFest                             | nejlepší ženský herecký výkon v hlavní roli                                     | Lekce neslušného chování         | nominace  |
| 2010 | Teen Choice Awards                          | nejlepší výbuch vzteku                                                          | Na sv. Valentýna                 | nominace  |
| 2013 | Fangoria Chainsaw Awards                    | nejlepší ženský herecký výkon v hlavní roli                                     | Tajemný muž                      | nominace  |
| 2013 | Mezinárodní filmový festival v Ashlandu     | nejlepší filmové obsazení                                                       | The Truth About Emanuel          | vítězství |
| 2013 | Zlatá malina                                | nejhorší ženský herecký výkon ve vedlejší roli                                  | Total Recall, Chlap na roztrhání | nominace  |
| 2015 | GLSEN Respect Awards                        | Inspirační ocenění                                                              | —                                | vítězství |
| 2018 | Cena Emmy                                   | nejlepší ženský herecký výkon v hlavní roli v limitovaném seriálu nebo TV filmu | Hříšnice                         | nominace  |
| 2018 | Critics' Choice Television Awards           | nejlepší ženský herecký výkon v hlavní roli v limitovaném seriálu nebo filmu    | Hříšnice                         | nominace  |
| 2018 | Gold Derby TV Award                         | nejlepší ženský herecký výkon v hlavní roli v limitovaném seriálu nebo filmu    | Hříšnice                         | nominace  |
| 2018 | Online Film & Television Association Awards | nejlepší ženský herecký výkon v hlavní roli v limitovaném seriálu nebo filmu    | Hříšnice                         | nominace  |
| 2018 | Zlatý glóbus                                | nejlepší ženský herecký výkon v hlavní roli v limitovaném seriálu nebo filmu    | Hříšnice                         | nominace  |

### Umístění v žebříčcích
- 5. místo podle časopisu Maxim', 100 nejžhavějších za rok 2007[7] a 11. místo podle Maximu v Top 100 pro rok 2009.[8]
- 5. místo podle čtenářů AskMen.com v seznamu „Nejlepších 99 žen za rok 2007“.
- Časopis Esquire ji označil za nejvíce přitažlivou žijící ženu v roce 2005
- 98. místo podle televizní stanice VH1 mezi 100 nejžhavějšími.
- 99. místo podle časopisu Stuff mezi 102 nejpřitažlivějšími ženami světa pro rok 2002.
- 1. místo podle časopisu Stuff mezi 100 nejpřitažlivějšími ženami v roce 2007.[9]
- 4. místo podle časopisu FHM mezi 100 nejpřitažlivějšími ženami.[10]

## Filmografie

### Film
| Rok  | Název                          | Role                        | Poznámka         |
| ---- | ------------------------------ | --------------------------- | ---------------- |
| 1997 | Uleeovo zlato                  | Casey Jackson               |                  |
| 1998 | Na Vánoce budu doma            | Allie                       |                  |
| 2001 | Letní vzplanutí                | Tenley Parrish              |                  |
| 2002 | Pravidla vášně                 | Lara Holleran               |                  |
| 2003 | Texaský masakr motorovou pilou | Erin Hardesty               |                  |
| 2004 | It's a Digital World           | hlas                        |                  |
| 2004 | Cellular                       | Chloe                       |                  |
| 2004 | Blade: Trinity                 | Abigail Whistler            |                  |
| 2005 | Stealth: Přísně tajná mise     | poručice Kara Wade          |                  |
| 2005 | Elizabethtown                  | Ellen Kishmore              |                  |
| 2005 | London                         | London                      |                  |
| 2006 | Iluzionista                    | hraběnka Sophie von Teschen |                  |
| 2006 | Země zatracených               | Vanessa Price               |                  |
| 2007 | Next                           | Liz Cooper                  |                  |
| 2007 | Když si Chuck bral Larryho     | Alex McDonough              |                  |
| 2008 | Hole in the Paper Sky          | Karen Watkins               | krátkometrážní   |
| 2008 | Lekce neslušného chování       | Larita Whittaker            |                  |
| 2009 | Planeta 51                     | Neera (hlas)                |                  |
| 2009 | Čekání na zázrak               | Rose-Johnny                 |                  |
| 2010 | Na sv. Valentýna               | Kara Monahan                |                  |
| 2010 | A-Team                         | Carissa Sosa                |                  |
| 2010 | Nailed                         | Alice Eckle                 |                  |
| 2011 | Šťastný Nový rok               | Tess                        |                  |
| 2012 | Total Recall                   | Melina                      |                  |
| 2012 | Tajemný muž                    | Julia Denning               |                  |
| 2012 | Chlap na roztrhání             | Stacie                      |                  |
| 2012 | Hitchcock                      | Vera Miles                  |                  |
| 2013 | The Truth About Emanuel        | Linda                       |                  |
| 2015 | Accidental Love                | Alice Eckle                 |                  |
| 2015 | Krvácející srdce               | May                         |                  |
| 2016 | Kniha lásky                    | Penny                       | také producentka |
| 2016 | Způsob vraždy                  | Clara Stackhouse            |                  |
| 2016 | Spark: A Space Tail            | Vix (hlas)                  |                  |
| 2017 | Šok a úžas                     | Lisa                        |                  |

### Televize
| Rok       | Název                | Role               | Poznámka                             |
| --------- | -------------------- | ------------------ | ------------------------------------ |
| 1996–2006 | Sedmé nebe           | Mary Camden        | TV seriál                            |
| 2005      | Griffinovi           | Brooke (hlas)      | díl: „Brian na ženění“               |
| 2009      | Saturday Night Live  | Jessica Rabbit     | díl: „Dwayne Johnson/Ray LaMontagne“ |
| 2014      | Nová holka           | Kat                | díl: „The Last Wedding“              |
| 2016–2018 | Bojack Horseman      | Samu sebe (hlas)   | 5 dílů                               |
| 2017      | Hříšnice             | Cora Tannetti      | hlavní role, 8 dílů                  |
| 2018–2019 | Pete the Cat         | Více postav (hlas) | 6 dílů                               |
| 2019      | Limetown             | Lia Haddock        | hlavní role, 10 dílů                 |
| 2022      | Candy: Smrt v Texasu | Candy Montgomery   | minisérie, hlavní role               |

### Hudební videa
| Rok  | Název skladby        | Umělec            | Poznámka |
| ---- | -------------------- | ----------------- | -------- |
| 2001 | „Fly Away from Here“ | Aerosmith         |          |
| 2018 | „Man of the Woods“   | Justin Timberlake |          |